# SAF Tehnika
SAF Tehnika és una empresa dissenyadora, fabricadora i distribuïdora de tecnologia digital de microones de transmissió de dades dels equips. Els productes SAF Tehnika proporcionen solucions sense fil de radiodifusió per a transmissió de noticiaris televisats a operadors mòbils i fixos de xarxa, proveïdors de serveis de dades als governs i les empreses privades.
Al maig de 2004 la companyia va tenir una reeixida sortida en borsa de valors amb una capitalització de mercat inicial de més de 50 milions de €, amb subscripcions substancials dels inversors institucionals. La companyia cotitza a la NASDAQ OMX Riga sota el símbol SAF1R.